# Parakatianna cortica
Parakatianna cortica är en urinsektsart som beskrevs av John Tenison Salmon 1943. Parakatianna cortica ingår i släktet Parakatianna och familjen Katiannidae. Inga underarter finns listade i Catalogue of Life.